# 道民カレッジ
道民カレッジ（どうみんカレッジ、英訳名："Domin College", "Citizen's College of Hokkaido"）は、北海道教育委員会（北海道立生涯学習推進センター）の生涯学習事業である「ほっかいどう生涯学習ネットワークカレッジ事業」の通称である。
北海道内の社会教育施設等で実施する講座を体系化し、その体系化された講座群から一定以上の学業を積んだ者には学長（北海道知事）が認定、称号を授与する。

## 目的・開始時期
本事業は「だれでもいつでも入学できる『学びたいという意思』を唯一の入学資格とする北海道の生涯学習の学園」というコンセプトの下、産学官が連携して北海道内各市町村で行われているさまざまな学習機会を体系化することにより、北海道民が自らの意思によって学び、自立した北海道の創造に寄与する人材を育成することを目的として、2001年9月14日から開始される。

## 組織と事務

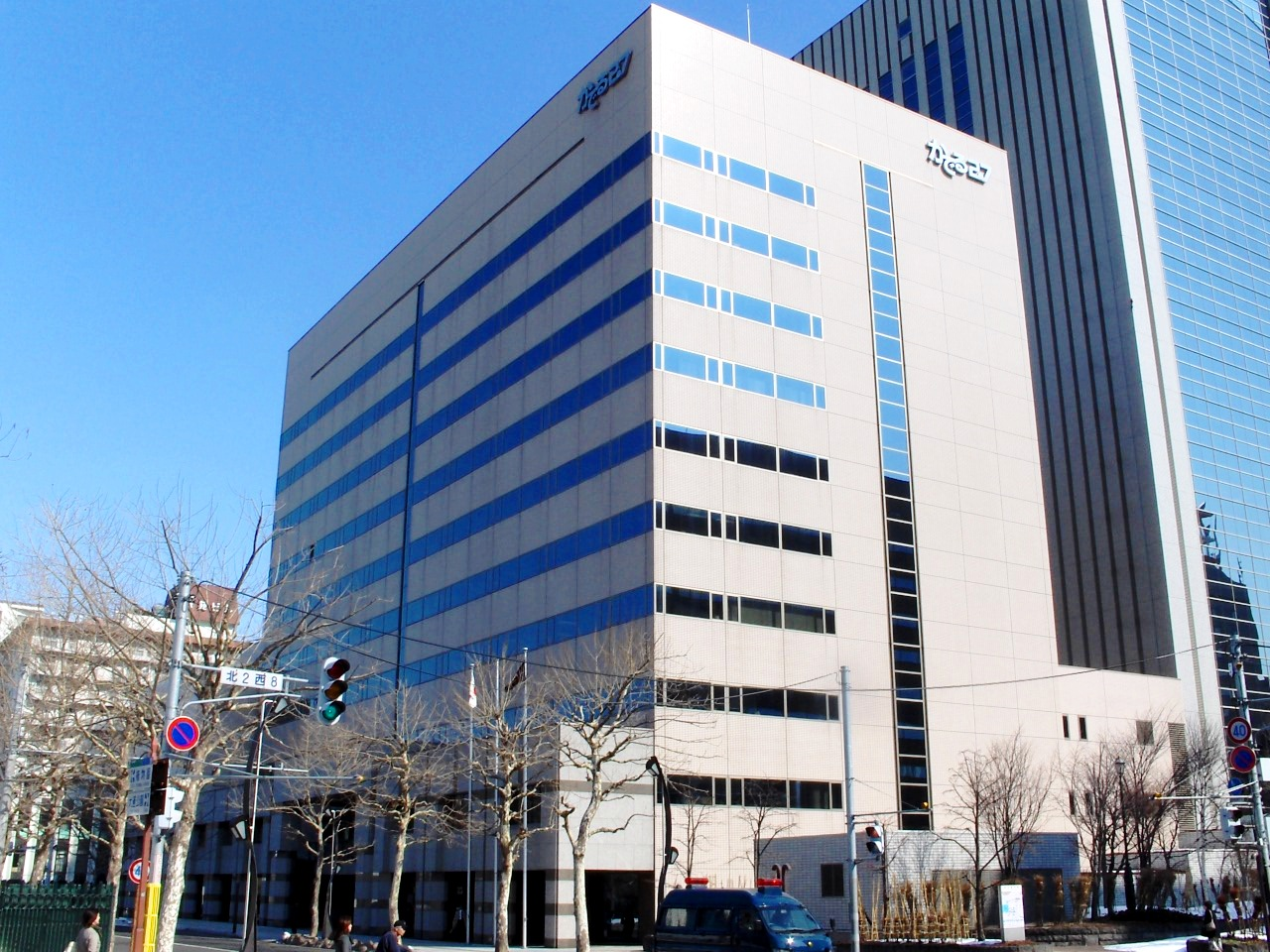
道民カレッジ事務局が入居する北海道立道民活動センター（かでる2・7）ビル

- 道民カレッジ（本部）には下記の通り学長、副学長、事務総長を置く。
  - 学長 北海道知事
  - 副学長 北海道大学総長、北海道経済連合会会長
  - 事務総長 北海道教育委員会教育長

- 学長の求めに応じて運営に必要な事項について協議等を行う「運営委員会」や、運営委員会会長の求めに応じて受講システム、学習方法などといった専門的事項について協議等を行う「企画専門部会」も置かれている。
- 道民カレッジの事務については「道民カレッジ事務局」として財団法人北海道生涯学習協会が北海道教育委員会（北海道立生涯学習推進センター）からの委託を受けて行っている。

## 講座
道民カレッジで実施されている講座には主催講座と連携講座がある。
- 主催講座は北海道放送（またはウェブサイト「ほっかいどう学BB」）で秋季に放送される「道民カレッジ 『ほっかいどう学』 大学放送講座」と、各市町村に出向いて行われる「ほっかいどう学 出前講座」[1]とがある。内容は、北海道の総合的施策、文化と歴史、自然環境、産業、生活、芸術、スポーツ、地域づくりの方法に関することを中心とする。[2]

- 連携講座は大学などの高等教育機関の公開講座、専修各種学校の講座、市町村主催の講座、研究機関や民間教育事業者の講座、各種団体等の講座などで道民カレッジの指定したものである。具体的な講座については北海道内の社会教育施設や市役所、町村役場などで配布されるガイドブック「道民カレッジ 連携講座一覧」や道民カレッジ事務局のホームページから知ることができる。

### 連携講座のコース
すべての連携講座は下記に示す「ほっかいどう学コース」、「能力開発コース」、「環境生活コース」、「健康・スポーツコース」、「教養コース」のいずれかのコースに分類される。称号を取得しようとする者は自分の学びたいコース（以下「専門コース」と称する）を定める必要がある。
- 「ほっかいどう学コース」は北海道の歴史や民族、地域学など、北海道としての課題をテーマとするコースである。
- 「能力開発コース」は地域社会を担う人々の知識や技能・資格など、専門性を高めることを中心とするコースである。
- 「環境生活コース」は社会生活を行う上での様々な課題をテーマとするコースである。
- 「健康・スポーツコース」は健康づくりや体力づくりなど、健康・スポーツに関する幅広い分野をテーマとするコースである。
- 「教養コース」は豊かな人生をおくるための基礎的な分野をテーマとするコースである。

## 単位

### 単位の認定基準
各講座の単位の認定基準は下記の通りである。
- 主催講座の大学放送講座は、事務局が発行する大学放送講座テキストを読み1講座30分の放送講座を視聴した後、レポートを作成して道民カレッジ事務局に送付することにより1単位が認定される。
- 主催講座の出前講座は、1講座につき4単位が認定される。
- 連携講座は原則として1時間につき1単位が認定される。但し、講座を主催する団体等に独自の認定基準があればそれを優先する。
- 「ほっかいどう学コース」に分類される連携講座の一部に必修単位に振り替えられる「指定講座」があり、「指定講座」として振り替える場合は受講時間に関係なく1講座1単位として認定される。

### 取得単位の分類
道民カレッジの取得単位の分類として必修単位、専門コース単位、選択コース単位がある。
- 必修単位は称号を申請する場合に必要な単位で、主催講座の単位もしくは「指定講座」の単位がこれに該当する。
  - 必修単位は「ほっかいどう学コース」のコース単位に互換適用することができる。但し、互換適用後も「必修単位」としての位置づけには変わりない。
- 専門コース単位は受講者が選択した専門コースから取得する単位である。
- 選択コース単位は主催講座または連携講座（専門コースを含める）の中から各自が学びたい講座を自由に選択して受講した単位である。

## 称号の授与
一定以上の単位を取得した者は事務局への申請により下記の称号が学長（北海道知事）名で授与される。
- 『道民カレッジ学士（専門コース）』は100単位以上（必修単位6単位以上、専門コース単位60単位以上、選択コース単位34単位以上）取得した者に授与される。
- 『道民カレッジ修士（専門コース）』は同一コースの『道民カレッジ学士』を授与された者がさらに100単位以上（必修単位6単位以上、専門コース単位60単位以上、選択コース単位34単位以上）取得すると授与される。
- 『道民カレッジ博士（専門コース）』は同一コースの『道民カレッジ修士』を授与された者がさらに100単位以上（必修単位6単位以上、専門コース単位60単位以上、選択コース単位34単位以上）取得すると授与される。

また、総取得単位数が1000単位毎に達した者には『学長奨励賞』が授与される。但し『道民カレッジ博士』の称号を取得していることが条件となる。

## 「ほっかいどう学検定」
道民カレッジの関連事業としてほっかいどう学検定推進機構が主催する「ほっかいどう学検定」があり、この検定制度との連携が図られている。例えば、検定を受験した者には検定種別により一定の単位が認定されたり、また、検定合格者に発行する合格証書にはほっかいどう学検定推進機構会長名の他、道民カレッジ学長の名前も連名で記されるといったことがある。

## データ等
- 称号取得者は博士は延べ270名、修士は延べ346名、学士は延べ504名（2012年2月15日現在）。
- 学長奨励賞は2012年2月16日現在1000単位取得者で48名、2000単位取得者で10名、3000単位取得者で4名、4000単位取得者で2名、5000単位取得者で1名の方が受賞している。
- 連携講座参加団体数は2011年度後期（ガイドブック掲載分）で157団体ある。
- 連携講座数は2011年度後期（ガイドブック掲載分）でほっかいどう学コース81講座、能力開発コース57講座、環境生活コース122講座、健康・スポーツコースで160講座、教養コースで287講座ある。

## その他
- 「カレッジ」と称するが正規の大学ではない。
- キャッチフレーズは「学びから 夢が生まれる 道民カレッジ」。
- ロゴマークの名称は「マナボー」であり、北海道の地形をモチーフとしたキャラクターが手に鉛筆を持っているというデザインである。
- 入学した者には「道民カレッジ手帳」が交付される。講座の受講後、この手帳にスタンプを押してもらうことにより単位の取得がなされる。
- 「道民カレッジ手帳」は表紙の色により入学者、称号取得者の区別ができる（入学者-白、学士-桃色、修士-緑、博士-青）。
- 放送大学との連携もされており、放送大学で取得した1単位は道民カレッジの単位で15単位認定される。
- 入学時の資格や試験は一切ない。
- 市区町村などで実施するいわゆる「高齢者大学」と混同されることがあるが、「自立した北海道の創造に寄与する人材を育成することを目的」とした事業のため北海道民一般を対象としており、若年者から高齢者まで幅広く在籍し学習活動を行っている。
- 入学料、授業料は不要（但し、大学放送講座テキストや有料講座の受講料は自己負担）。
- 生涯にわたる学習を目標にしているため「卒業」という概念はない。
- 事務局の業務を補佐するボランティア組織があり、全道各地で道民カレッジの普及活動を行っている。

## 課題
- 連携講座を開催地別にみると札幌圏に集中する傾向があり、札幌圏とそれ以外の各地域との間で講座数に大きな差が生じている。今後は地域別の差を縮めるべく札幌圏以外の学習機会のさらなる拡充が求められている。
- 道民カレッジで学んだ成果を地域社会の中で活かす方法がまだ十分に確立されていない。そのため、学んだ成果をどのように活用していくのか受講生や関係者の間で模索されている。